# Humphrey Bogart
Humphrey DeForest Bogart (Nueva York, 25 de diciembre de 1899-Los Ángeles, California, 14 de enero de 1957) fue un actor de cine y teatro estadounidense. El estilo cínico y moralmente dudoso de muchos de sus personajes, la elegancia perpetua, el eterno cigarrillo siempre entre sus dedos y su condición de galán poco convencional son algunos de los rasgos más recordados de su filmografía. Según la lista del American Film Institute, se lo considera la primera estrella masculina más importante de los primeros cien años del cine estadounidense.
Bogart combatió encuadrado en la marina de su país en la Primera Guerra Mundial. En 1935 actuó en la obra de teatro El bosque petrificado, cuya posterior versión en la gran pantalla le reportó un clamoroso éxito. Ello le permitió participar en El halcón maltés (1941), dirigida por John Huston. Su primer papel principal romántico fue memorable, emparejándolo con Ingrid Bergman en Casablanca (1942), que le valió su primera nominación en los Premios Óscar. Dicho personaje lo consolidó como un actor que interpretó personajes fríos, pero a su vez decisivos y sentimental. Raymond Chandler, en una carta de 1946, escribió que "Al igual que Edward G. Robinson cuando era más joven, todo lo que tiene que hacer para dominar una escena es entrar en ella".
En 1945 participó en Tener y no tener, en cuyo rodaje conoció a Lauren Bacall, con quien contrajo matrimonio poco después, y en 1951 obtuvo el Premio Óscar al mejor actor por su interpretación en The African Queen junto a Katharine Hepburn. Rodó su última película, The Harder They Fall, en 1956, ya enfermo de cáncer de esófago, dolencia que le causó la muerte al año siguiente.

## Biografía
Fue el mayor de los tres hijos de un matrimonio formado por el cirujano Belmont DeForest Bogart (1867-1934), de orígenes angloholandeses (el apellido Bogart proviene del neerlandés Bogaert) y la artista gráfica Maud Humphrey (1868-1940), formada en París con el pintor impresionista Whistler, directora gráfica de la revista de moda The Delineator y sufragista militante; como ilustradora era muy reputada y ganaba algo más que el doble que su marido. Ambos padres eran fríos, despegados y formales con Humphrey y sus dos hermanas, aunque los querían a su manera. Heredó de su padre la tendencia a la crítica, la afición por la pesca, el amor de por vida a la navegación y la atracción por mujeres de carácter fuerte.
Los Bogart vivían en un apartamento del Upper West Side y poseían una cabaña en una finca de 55 acres junto al lago Canandaigua, al norte del estado de Nueva York, donde en su juventud el grupo de amigos de Bogart se entretenía organizando obras de teatro. "Bogie" asistió a buenas escuelas y la familia esperaba que siguiera la carrera médica del padre en la Universidad de Yale.
La vida de Humphrey cambió cuando, en el internado de la Academia Philips (Massachusetts), conoció a su amigo William Brady, hijo del productor de teatro William A. Brady, quien lo animó a hacerse actor de teatro. Tal vez por esto empezó a no encajar en la Academia y fue expulsado por razones algo oscuras, aunque todas relacionadas con el desapego hacia el destino que se había delineado para él.

### Primera Guerra Mundial
Como al fin se había desvanecido la posibilidad de una carrera médica, en la primavera de 1918 se alistó en la Marina para combatir en la I Guerra Mundial y fue destinado como marinero al buque USS Leviathan. En 1918 el barco fue atacado por submarinos y un torpedo lo alcanzó, sin lograr hundirlo. Su expediente militar lo registra como un marinero ejemplar y que pasó la mayor parte de su tiempo tras el armisticio ayudando a transportar tropas de regreso desde Europa. Cuando volvió él mismo encontró a su padre enfermo y a su acaudalada familia casi arruinada por malas inversiones. Su carácter ya se había configurado tras el paso por la Marina y se convirtió en un liberal al que no le gustaban las pretensiones de los farsantes y los snobs y que a veces desafiaba el comportamiento y la autoridad convencional; también era educado, elocuente, puntual, modesto y distante. Tras su servicio naval, trabajó como vendedor de bonos, y se unió a la Reserva de la Guardia Costera.

### Actor
Bogart reanudó su amistad con Bill Brady junior y obtuvo un trabajo burocrático como administrador en la compañía cinematográfica y de teatro World Film Corporation, propiedad del padre de su amigo. Su manera ceceante de hablar y su aspecto físico, que no se correspondía con el del clásico galán de la época, dificultaron al principio su carrera como actor. Desde 1922 (cuando hizo su primera aparición en el escenario en la obra The Ruined Lady) hasta 1935 solo hizo pequeñas intervenciones en escenarios y en algunas películas y formó parte de al menos 17 producciones de Broadway, con papeles secundarios románticos o juveniles en comedias de salón. Pero en 1930 su residencia habitual ya era Hollywood. Entre los papeles secundarios que Bogart realizó cabe destacar su aparición en Tres vidas de mujer (Three on a Match, 1932), película que tuvo una gran repercusión en su carrera y contribuyó a sacarle del anonimato.

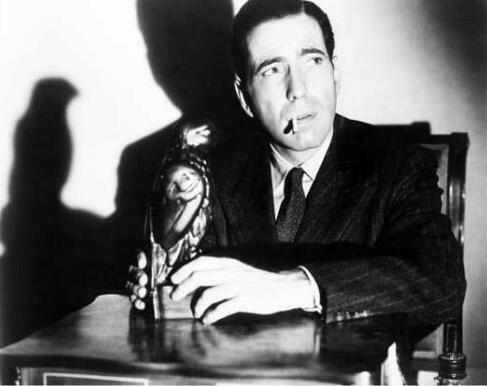
El halcón maltés (The Maltese Falcon, 1941), La película está dominada por una actuación de Bogart que actúa como un ejemplo perfecto de su obra más famosa.

El actor Leslie Howard, protagonista de El bosque petrificado (The Petrified Forest, 1936), exigió a la Warner Bros. la participación de Bogart en el papel del gánster Duke Mantee, papel que Humphrey había bordado en la pieza homónima de Broadway, porque además se parecía mucho al icónico y popular John Dillinger. Así, en 1936, el enorme éxito que tuvo El bosque petrificado supuso el comienzo de una carrera sólida para el actor. Su consagración llegó en 1941 con Altas sierras / El último refugio / Su último refugio (High Sierra, 1941), dirigida por Raoul Walsh.
A partir de entonces, Bogart encadenó títulos hoy considerados clásicos. Bajo la dirección de John Huston, recibió un definitivo espaldarazo rodando El halcón maltés (The Maltese Falcon, 1941), donde interpretaba al detective Sam Spade. En 1942 filmó Casablanca, en la cual protagonizaba, junto a la actriz sueca Ingrid Bergman, una de las más grandes historias de amor de la cinematografía mundial. La cinta, dirigida por Michael Curtiz, está catalogada como una de las cinco mayores películas jamás filmadas, y valió a Bogart su primera nominación al premio Óscar, aunque no lo ganó, y forjó su leyenda como actor de insólito carisma. Amante del mar, Bogart compró el Santana, un yate de vela de 55 pies (17 m) al actor Dick Powell en 1945. En el mar encontraba el refugio que necesitaba: pasaba unos treinta fines de semana al año en el agua, con una afición particular por navegar alrededor de Isla Santa Catalina (California): "Un actor necesita algo para estabilizar su personalidad, algo para concretar lo que realmente es y no lo que pretende ser actualmente". 

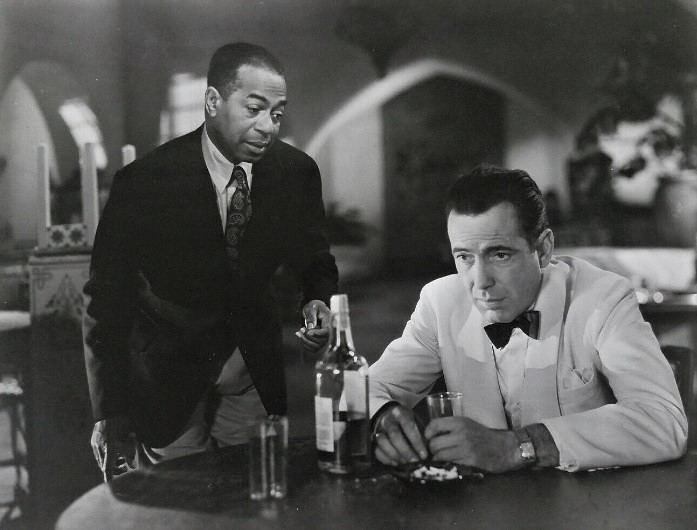
Fotograma de la película Casablanca (1942), una de las películas más representativas del cine clásico de Hollywood, cuya época abarcaría aproximadamente desde la década de 1910 hasta los años 1960.

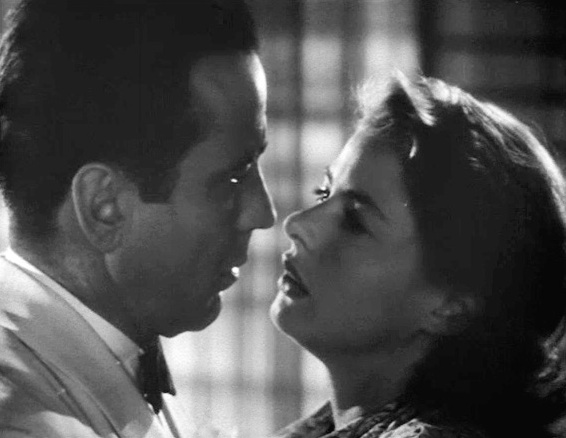
Ingrid Bergman y Humphrey Bogart protagonizan uno de los besos más famosos de la historia del cine.

En apenas cuatro años (1944-1948) Bogart enlazó cuatro obras maestras del cine negro, todas ellas coprotagonizadas por Lauren Bacall: Tener y no tener (To Have and Have Not, 1944), Al borde del abismo / El gran sueño / El sueño eterno (The Big Sleep, 1946), La senda tenebrosa (Dark Passage, 1947) y Caayo Largo / Huracán de pasiones (Key Largo, 1948). Pero la que destacó realmente fue El tesoro de Sierra Madre (The Treasure of the Sierra Madre, 1948), un nuevo trabajo con su descubridor, el director John Huston. Se trata de una cruda historia de codicia entre tres buscadores de oro en México que adaptaba una gran novela del enigmático B. Traven. Como carecía de historia de amor y de un final feliz, se consideraba un proyecto arriesgado. Bogart dijo más tarde sobre su coprotagonista (y padre de John Huston) Walter Huston: «Probablemente sea el único actor en Hollywood con el que con mucho gusto perdería una escena».
La película fue filmada en pleno verano para lograr más realismo y atmósfera, y fue agotadora de hacer. El guionista James Agee escribió: "Bogart hace un trabajo maravilloso con este personaje... millas por delante del muy buen trabajo que ya ha hecho". Pero, aunque John Huston ganó el premio de la Academia al mejor director y guion y su padre Walter ganó el premio al mejor actor de reparto, la película tuvo unos mediocres resultados de taquilla. Bogart se quejó con amargura: "Un guion inteligente, bellamente dirigido y algo diferente... y el público le dio la espalda".
Cuando comenzó la persecución de directores, guionistas y actores presuntamente comunistas en Hollywood por parte del corrupto senador Joseph McCarthy y su Comité de Actividades Antiestadounidenses, se convirtió en portavoz del grupo de actores contrarios a lo que entonces se llamó Caza de brujas como alusión a las persecuciones de Salem en 1692, dramatizada por Arthur Miller; en efecto la mayoría de los acusados por este comité padecieron problemas laborales (la Lista negra de Hollywood) y alguno incluso se suicidó por este motivo. Y aunque era miembro del Comité de la Primera Enmienda fundado por el guionista Philip Dunne, la actriz Myrna Loy y los directores John Huston y William Wyler, escribió un artículo, "No soy comunista", para la edición de marzo de 1948 de la revista Photoplay en la que procuraba distanciarse de los llamados Diez de Hollywood para contrarrestar la publicidad negativa derivada de su militancia demócrata liberal.
Tampoco se le escapaba al propio Humphrey Bogart su encasillamiento como estereotipo máximo del cine negro o de gánsteres en fecha tan temprana como 1941, cuando resumía así su carrera: "En mis últimas 34 películas fui tiroteado en doce, electrocutado o ahorcado en ocho e hice de presidiario en nueve."

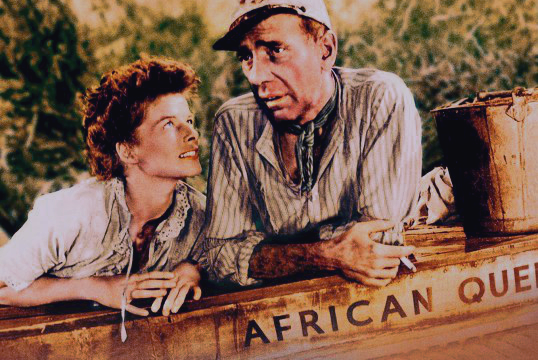
Katharine Hepburn y Humphrey Bogart en una foto publicitaria de la película.

Sin embargo, su valor actoral fue reconocido por la Academia de Cine Americana en 1951 cuando fue nominado por segunda vez y ganó el Oscar al mejor actor por su interpretación en La reina africana / de África (The African Queen, 1951), coprotagonizada por Katharine Hepburn. El rodaje, íntegramente realizado en la selva africana, fue una experiencia muy dura para la mayoría del equipo; solamente Bogart y Huston no contrajeron disentería, porque no comían sino frijoles y espárragos enlatados y no bebían agua, sino whisky; Hepburn conservaba un mal recuerdo de entonces, por tener que aguantar constantemente las borracheras del director y del actor principal.
Luego participó en otras películas míticas como La burla del diablo (Beat the Devil, 1953) con Jennifer Jones y Gina Lollobrigida, El motín del Caine (The Caine Mutiny, 1954) —su tercera nominación al Óscar—, Sabrina con Audrey Hepburn y William Holden, y La condesa descalza (The Barefoot Contessa, 1954) con Ava Gardner. En 1955 rodó junto a Peter Ustinov la comedia de tema carcelario No somos ángeles (We're no Angels, 1955), que daría pie a una nueva versión en 1989 con Sean Penn y Robert De Niro. Ese mismo año rodó Del destino nadie huye / La mano izquierda de Dios (The Left Hand of God, 1955) junto a Gene Tierney.

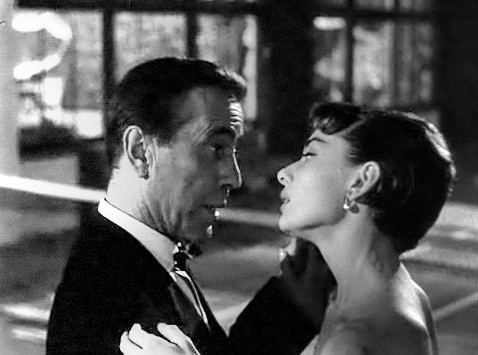
Con Audrey Hepburn en el tráiler de Sabrina

Desde el inicio de su carrera en cine filmó varias películas, con quien sería una de sus grandes amigas artistas, la mítica y legendaria actriz Bette Davis, quien es considerada como la primera dama del cine en blanco y negro.

## Con Lauren Bacall

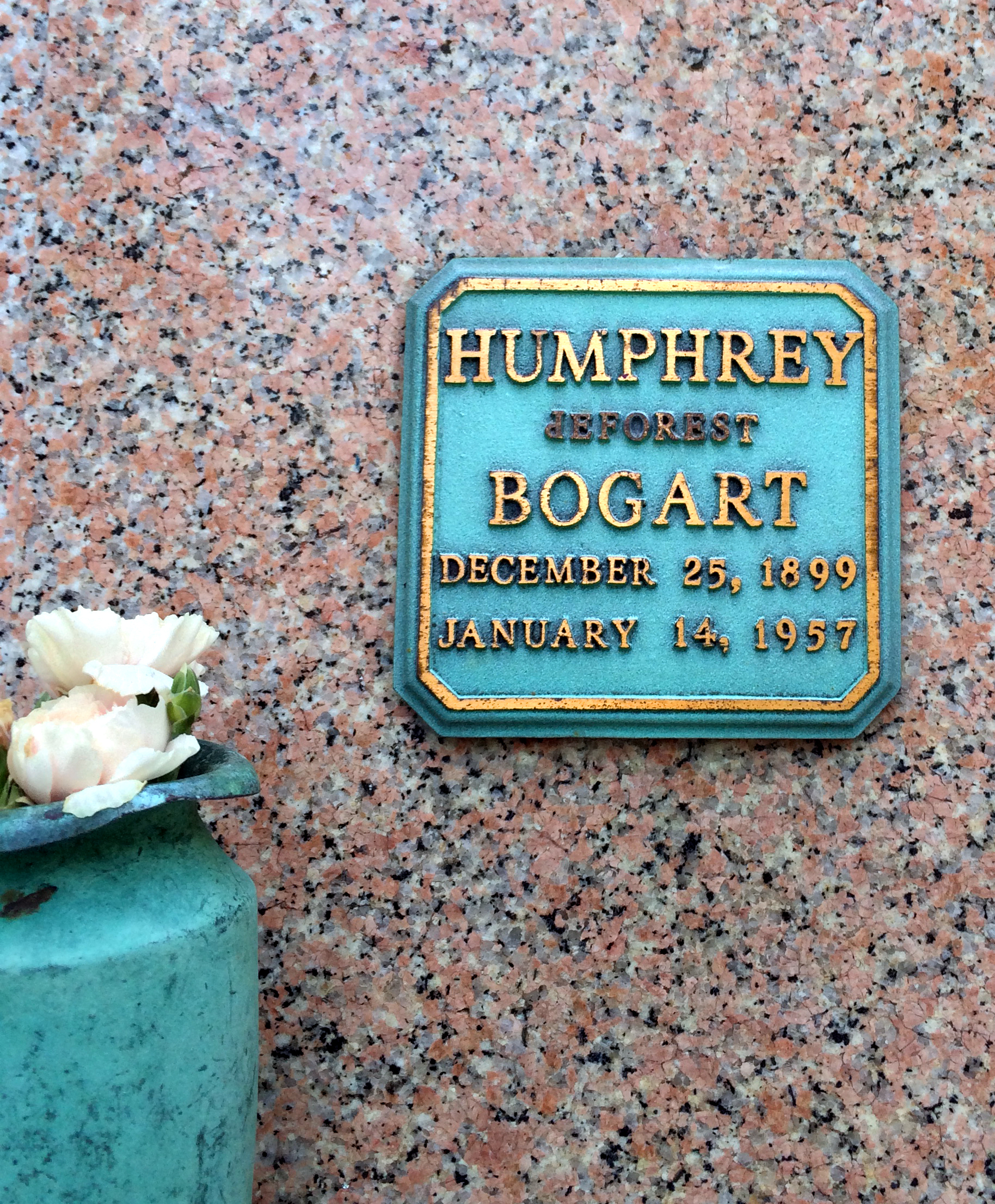
Nicho de Humphrey Bogart, en el cementerio Forest Lawn Memorial Park (Glendale, California, Estados Unidos).

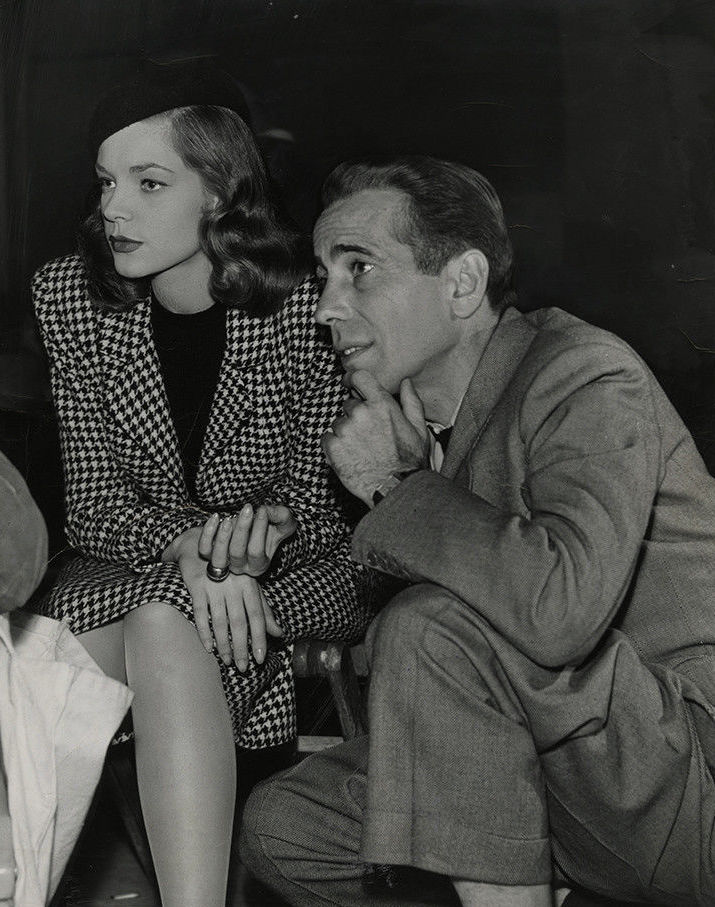
Lauren Bacall y Humphrey Bogart en el set de The Big Sleep.

Bogart estuvo casado cuatro veces. Su primera esposa fue la veterana actriz teatral Helen Menken, con quien se casó en 1926 y de la que se divorció tan solo año y medio después. En 1928 se casó de nuevo con la también actriz Mary Philips, de quien se divorció en 1938. Apenas cinco días más tarde volvió a casarse, esta vez con Mayo Methot, igualmente actriz, matrimonio que duró siete años agitados por continuas peleas, muchas veces en público, porque ambos compartían la afición a la bebida y ella era muy celosa; aun así, en los tres últimos años del matrimonio, Bogart ya se veía con Lauren Bacall. Al fin contrajo nupcias una cuarta vez el 21 de mayo de 1945 con ella, a quien conoció como compañera de reparto en Tener y no tener, una joven estrella de 21 años y por tanto 25 años más joven, pero de fuerte personalidad, grave voz de contralto y hermosa cintura de avispa: la actriz Lauren Bacall. Bogart le sirvió de mentor en el oficio y con ella protagonizó varias destacadas películas de su filmografía, como El sueño eterno, La senda tenebrosa o Cayo Largo. También con ella tuvo a sus dos únicos hijos: Stephen, en 1949, y Leslie, en 1952. Durante 12 años, hasta la muerte de Bogart, la pareja permaneció muy unida y constituyó uno de los matrimonios más glamourosos y carismáticos del mundo del cine.

### Muerte
Bogart llevó una poco saludable vida de fumador y bebedor compulsivo como cofundador y miembro del grupo de actores juerguistas que Lauren Bacall bautizó como Rat Pack. Tal vez por ello falleció prematuramente en 1957 en Hollywood, devastado por la metástasis de un cáncer de esófago. En el momento de su muerte pesaba solo 36 kg. Tenía 57 años recién cumplidos pero aparentaba más mayor. Ya que su amigo Spencer Tracy, a quien se lo encomendó la viuda Bacall, estaba demasiado afectado, John Huston fue el que pronunció el elogio fúnebre:

Él mismo no se tomaba nunca demasiado en serio, al contrario que su trabajo. Contempló la facha algo llamativa del Bogart estrella con divertido cinismo; pero por el Bogart actor sentía un profundo respeto... En cada una de las fuentes de Versalles hay un lucio que mantiene activas a todas las carpas; de lo contrario, engordarían demasiado y morirían. A Bogie le encantaba realizar una tarea similar en las fuentes de Hollywood. Sin embargo, sus víctimas rara vez le mostraban malicia y, cuando lo hacían, no era por mucho tiempo. Sus dardos fueron diseñados sólo para adherirse a la capa externa de complacencia y no para penetrar a través de las regiones del espíritu donde se producen las verdaderas heridas. Había recibido el mejor regalo de todos, el talento. El mundo entero lo reconoció, la vida le dio todo lo que soñaba y más; no debemos sentir pena por él, sino por nosotros que lo perdimos. Es absolutamente insustituible. Nunca habrá otro como él.

## Filmografía
- El conquistador (1930)
- Río arriba (1930)
- Mala hermana (1931)
- Cuerpo y alma (1931)
- El temerario (1931)
- Tres vidas de mujer (1932)
- Juventud moderna (1932)
- Llamémoslo un asesinato (1934)
- El bosque petrificado (1936)
- Bullets or Ballots (1936)
- Dos contra el mundo (1936)
- Titán del aire (1936)
- Isle of Fury (1936)
- La legión negra (1937)
- The Great O'Malley (1937)
- La mujer marcada (1937)
- San Quintín (1937)
- Kid Galahad (1937)
- Calle sin salida (1937)
- Siempre Eva (1937)
- Swing Your Lady (1938)
- Crime School (1938)
- Men Are Such Fools (1938)
- Ambición rota (1938)

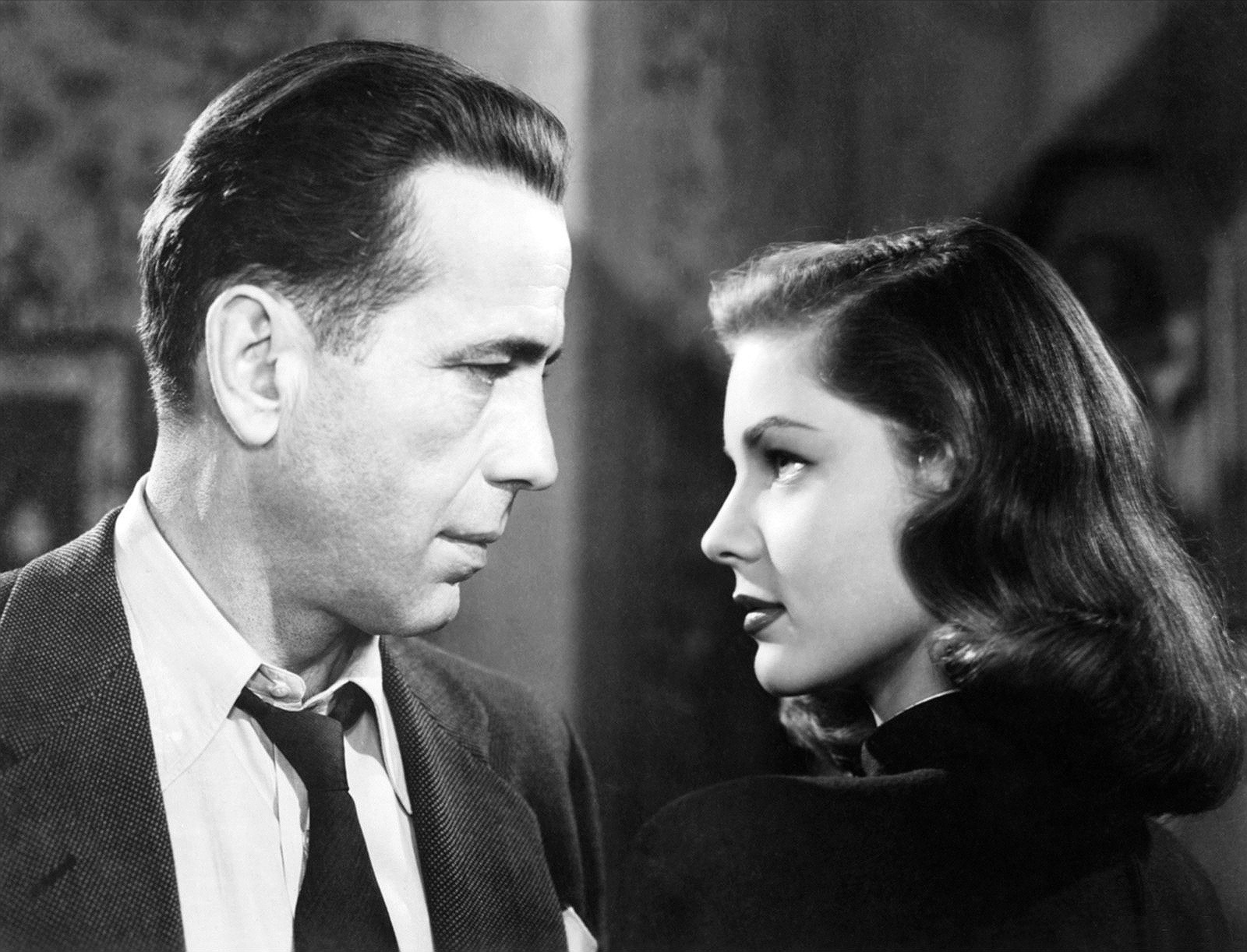
Bogart junto a Lauren Bacall en la película The Big Sleep.

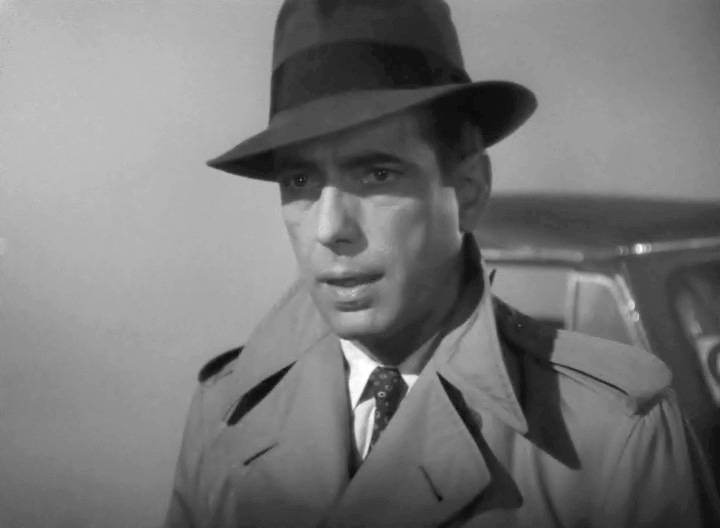
Bogart en la famosa escena del aeropuerto de Casablanca.

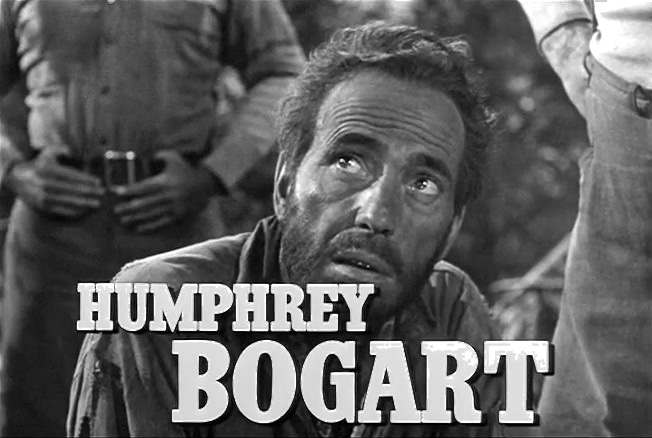
Bogart en la película El tesoro de Sierra Madre.

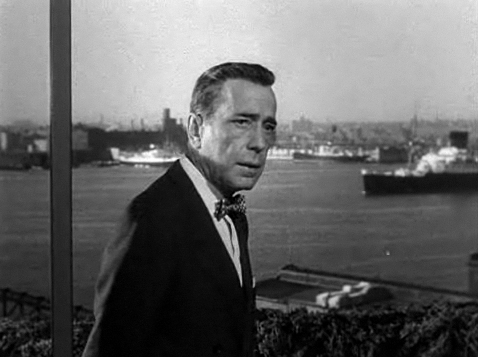
Bogart en un tráiler de la película Sabrina.

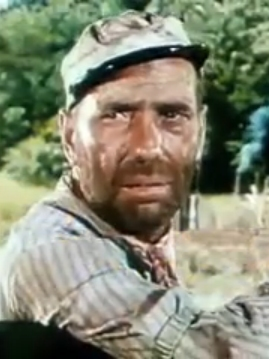
Bogart en la película The African Queen.

- El sorprendente Dr. Clitterhouse (1938)
- Ángeles con caras sucias (1938)
- El rey del hampa (1939)
- El chico de Oklahoma (1939)
- Un crimen en la conciencia (1939)
- Amarga victoria (1939)
- Los violentos años veinte (1939)
- El regreso del Doctor X (1939)
- Hombres marcados (1939)
- Virginia City (1940)
- It All Came True (1940)
- El hermano orquídea (1940)
- La pasión ciega (1940)
- High Sierra (1941)
- El circo sangriento (1941)
- El halcón maltés (1941)
- A través de la noche (1942)
- Un gángster sin destino (1942)
- A través del Pacífico (1942)
- Casablanca (1942)
- Acción en el Atlántico Norte (1943)
- Sahara (1943)
- Thank Your Lucky Stars (1943)
- Pasaje para Marsella (1944)
- Tener y no tener (1944)
- Retorno al abismo (1945)
- The Big Sleep (1946)
- Callejón sin salida (1947)
- Las dos señoras Carroll (1947)
- La senda tenebrosa (1947)
- El tesoro de Sierra Madre (1948)
- Key Largo (1948)
- Knock on Any Door (1949)
- Secuestro (1949)
- Una llama en el espacio (1950)
- En un lugar solitario (1950)
- Sin conciencia (1951)
- Sirocco (1951)
- The African Queen (1951)
- Deadline - U.S.A. (1952)
- Battle Circus (1953)
- La burla del diablo (1954)
- El motín del Caine (1954)
- Sabrina (1954)
- La condesa descalza (1954)
- No somos ángeles (1955)
- The Left Hand of God (1955)
- Horas desesperadas (1955)
- Más dura será la caída (1956)

## Premios y distinciones
Premios Óscar
| Año  | Categoría   | Película           | Resultado |
| ---- | ----------- | ------------------ | --------- |
| 1944 | Mejor actor | Casablanca         | Nominado  |
| 1952 | Mejor actor | The African Queen  | Ganador   |
| 1955 | Mejor actor | El motín del Caine | Nominado  |

Premios BAFTA
| Año  | Categoría   | Película          | Resultado |
| ---- | ----------- | ----------------- | --------- |
| 1952 | Mejor actor | The African Queen | Nominado  |

New York Film Critics Circle Awards
| Año  | Categoría   | Película           | Resultado |
| ---- | ----------- | ------------------ | --------- |
| 1954 | Mejor Actor | El motín del Caine | Nominado  |
| 1942 | Mejor Actor | Casablanca         | Nominado  |

National Board of Review
| Año  | Categoría   | Película         | Resultado |
| ---- | ----------- | ---------------- | --------- |
| 1937 | Mejor Actor | La legión negra  | Ganador   |
| 1941 | Mejor Actor | High Sierra      | Ganador   |
| 1944 | Mejor Actor | Tener y no tener | Ganador   |

## En la cultura popular

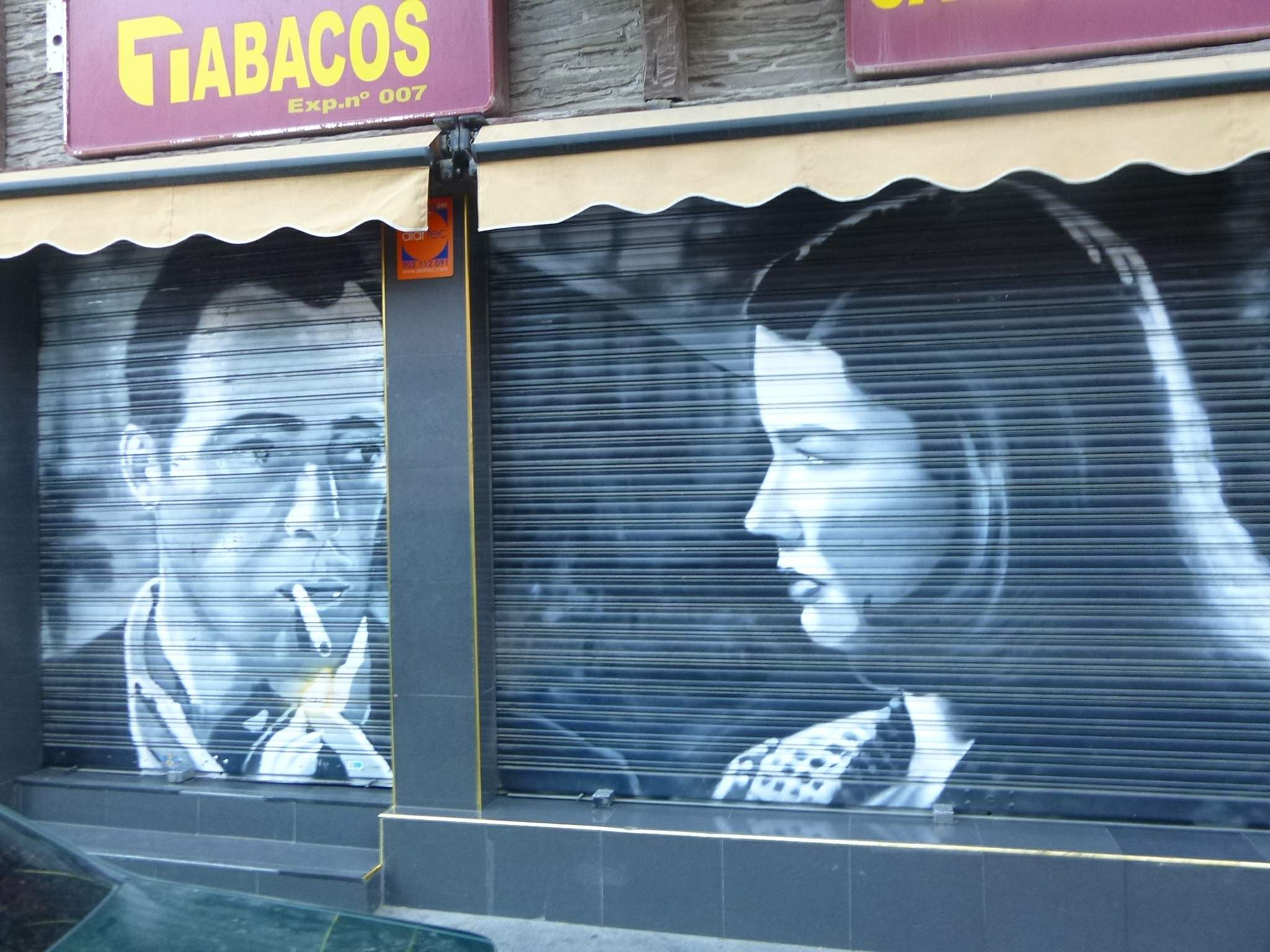
Arte callejero de Bogart y Bacall en España.

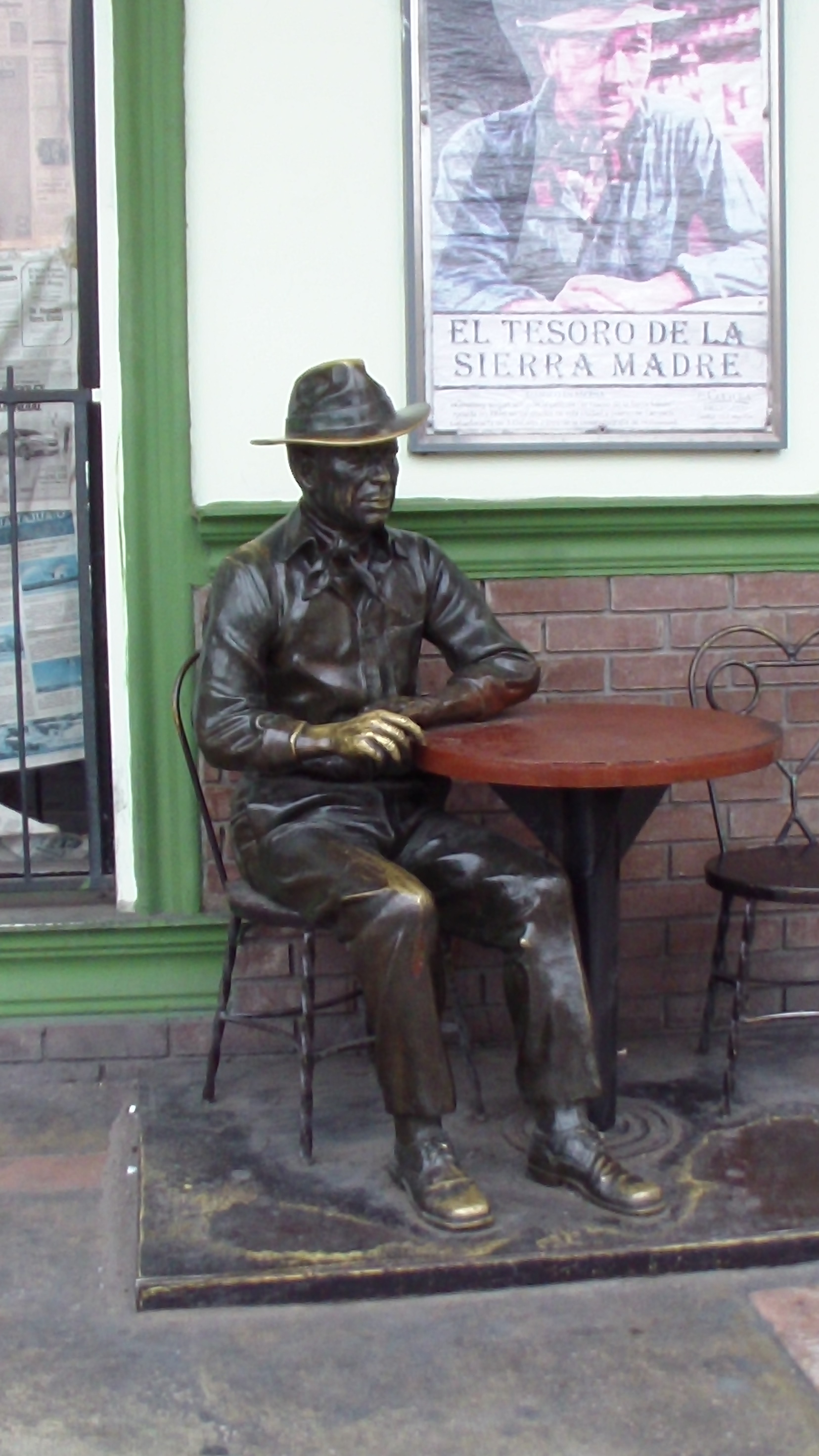
Estatua de Humphrey Bogart (Tampico, Tamaulipas). México

La película À bout de souffle (1960) de Jean-Luc Godard fue la primera película en rendir homenaje a Bogart. Más de una década después, en el himno cómico de Woody Allen Play It Again, Sam (1972), el fantasma de Bogart ayuda al personaje de Allen: un crítico de cine que tiene dificultades con las mujeres y dice que su "vida sexual se ha convertido en el 'Bosque Petrificado ' " . 
El episodio "Usted, El Asesino" (Your, murderer) de Historias de la cripta, lanzado en 1995 y dirigida por Robert Zemeckis incorporó imágenes de  Humphrey Bogart  con nuevas imágenes de un imitador. En realidad, a Bogart se le acredita como estrella invitada en el episodio. Esta puede ser la primera vez que una serie de televisión otorga el crédito de estrella invitada a un actor que lleva muerto cerca de 40 años.